# Fedor Altherr
Fedor Altherr (* 1896 in Romanshorn; † 1980 in Zürich) war ein Schweizer Architekt. Er lebte von 1939 bis 1951 in Zurzach und ab 1951 in Uitikon.

## Leben und Werk
Fedor Altherr studierte Architektur am Technikum Winterthur. 1938 gewann er den ersten Preis im Projektwettbewerb für das Bezirksschulhaus in Zurzach. Von 1950 bis 1955 arbeitete er in Partnerschaft mit dem bekannten Schweizer Architekten Theo Hotz in Zürich. In diese Zeit fällt der Bau der Bezirksschule in Wettingen (1954 bis 1957) sowie des Hotels Astoria in Luzern (1955 bis 1957). Weitere Projekte waren der Neubau der damaligen Konsumgenossenschaft in Zurzach, das sogenannte Kaufhaus, der Umbau des Hotels Ochsen und die Erweiterungsbau des Hotels Rad. Im historischen Dorfkern von Zurzach, dem sogenannten «Flecken», sanierte er Altbauten zum Teil unter grossen Schwierigkeiten und trug damit zum Erhalt des mittelalterlichen Ortsbildes bei. 1964 realisierte er das heutige Wahrzeichen von Zurzach, das Turmhotel der Thermalquelle, in welchem er – für die damalige Zeit aussergewöhnlich – die Rezeption und das Restaurant im obersten Geschoss platzierte.

## Werke (Auswahl)
- Bezirksschule, Wettingen, 1957
- Hotel Astoria, Luzern, 1957
- Turmhotel Thermalquelle Zurzach, Zurzach, 1964